# Manfred IV de Saluces
Manfred IV de Saluces  (italien Manfredo IV di Saluzzo) né vers 1262 mort à Cortemilia le 16 septembre 1340 fut marquis de Saluces de 1296 à 1334.

## Origine
Manfred IV de Saluces est le fils de Thomas Ier de Saluces et de Luisa di Ceva fille du Maréchal Giorgio.

## Règne
Manfred IV succède à son père en 1296. Il est d'abord entraîné dans un conflit avec Matteo Visconti seigneur de Milan puis il conquiert Fossano et même Asti avec l'aide de Jean Ier de Montferrat. Il négocie ensuite avec Humbert Ier de Viennois le mariage de la fille de ce dernier avec son héritier Frédéric. Asti est perdu en 1304. Manfred tente ensuite de faire valoir ses droits de membre de la Maison Alérame à la succession du Marquis de Montferrat Jean Ier qui avait testé le 18 janvier 1305. Il se heurte aux représentants des Angevins de Provence et de Naples et, le 27 aout 1305, il rend l'hommage lige pour lui et son fils Frédéric à Amédée V de Savoie dans l'espoir d'obtenir son appui. C'est en vain et devant la menace des forces angevines, il doit se soumettre et, le 7 février 1306, il cède ses droits sur le Montferrat à Théodore Paléologue, fils d'Andronic II Paléologue et de Yolande de Montferrat. En 1308, il doit faire face à une attaque de Philippe Ier de Piémont mais il se réconcilie avec lui devant la menace des Angevins.

## Unions et succession
Manfred avait épousé en premières noces en 1287 Béatrice de Hohenstaufen (morte en 1307/1308), fille de Manfred de Sicile qui lui donne une fille et un fils :
- Catherine épouse de Guglielmo seigneur de Barge
- Frédéric Ier de Saluces

En secondes noces en 1308, il épouse Isabella (morte en 1353), fille de Bernabo Doria patricien de Gènes, qui lui donne cinq enfants :
- Manfred (mort avant 1325) ;
- Manfred (mort en 1389/1392) seigneur de Cardè ;
- Théodore (mort avant 1348) ;
- Boniface (mort avant 1343) ;
- Eleonore (morte après 1332) épouse Ottone marquis di Ceva.

Sous l'influence d'Isabella Doria, Manfred IV établit son testament le 17 août 1323. Il ne réserve à son fils ainé Frédéric qu'un domaine réduit à Carmagnola, Racconigi, Polonghera, Cavallerleone,  Caramagna, Migliabruna et Ternavasio, sur sa part, il doit par ailleurs constituer un douaire pour son épouse et pour Isabella Doria. L'ensemble du reste du Marquisat de Saluces dont Saluces revient à l'ainé des fils de son second mariage  Manfred. Frédéric s'allie immédiatement avec Philippe de Savoie-Piémont à qui il cède Carmagnola Racconigi e Revello. Il confirme cette cession la même année. Manfred IV de son côté renouvelle le 12 octobre son hommage au comte de Savoie. 
Le 14 juillet 1327, Manfred IV fait à ses trois fils cadets les donations correspondantes. Cette décision engendre un conflit entre les deux héritiers qui se cherchent des alliés extérieurs. Frédéric épouse en 1329 Richarde, fille de Galéas Ier Visconti de Milan. Une tentative médiation intervient en 1329 mais elle échoue et les deux frères de Manfred IV, Jean et Georges, prennent le parti de leur neveu.  
Manfred IV établit un nouveau testament le 8 juillet 1332 qui confirme le déshéritement de Frédéric, toutefois un accord intervient le 1er décembre de la même année entre Frédéric Ier et Manfred V qui permet au premier de se proclamer marquis de Saluces. Manfred V épouse en 1333, Eléonore, fille de Philippe Ier de Piémont. Le 12 février 1334, Manfred IV et ses trois fils concluent une alliance avec Robert Ier d'Anjou. Le 4 décembre 1334, une sentence arbitrale est prononcée au nom du Comte de Savoie et de Guglielmo di Biandrate et le 29 du même mois, Manfred IV ordonne à ses vassaux de prêter serment à Frédéric Ier qui peut régner en paix jusqu'à sa mort en 1336. Manfred IV se retire de la vie publique et meurt à Cortemilia le 16 septembre 1340.

## Source
- (it) Delfino Muletti, Carlo Muletti Memorie storico-diplomatiche appartenenti alla città ed ai marchesi di Saluzzo, tome III, livre 9 (1296-1340) Domenico Lobetti-Bodoni Saluzzo 1880
- Anthony Stokvis, Manuel d'histoire, de généalogie et de chronologie de tous les États du globe, depuis les temps les plus reculés jusqu'à nos jours, préf. H. F. Wijnman, éditions Brill, Leyde, 1890-1893, réédition 1966. Volume III, chapitre XII, § 11 « Saluces » et tableau généalogique no 16 p. 731-732
- (en) Medieval Lands   Monferrato Saluzzo